# Trochonella
Trochonella es un género de foraminífero bentónico normalmente considerado un subgénero de Trocholina, es decir, Trocholina (Trochonella), pero aceptado como sinónimo posterior de Trocholina la subfamilia Involutininae, de la familia Involutinidae, del suborden Involutinina y del orden Involutinida. Su especie tipo es Trocholina (Trochonella) crassa. Su rango cronoestratigráfico abarca desde el Noriense (Triásico superior) hasta el Liásico (Jurásico inferior).

## Clasificación
Trochonella incluía a las siguientes especies:
- Trochonella crassa †, también considerado como Trocholina (Trochonella) crassa †, y aceptado como Trocholina crassa †
- Trochonella eduardi †, también considerado como Trocholina (Trochonella) eduardi †
- Trochonella laevis †, también considerado como Trocholina (Trochonella) laevis †, y aceptado como Trocholina laevis †
- Trochonella mitra †, también considerado como Trocholina (Trochonella) mitra †